# Asienspiele 2022/Fußball
Bei den Asienspielen 2022 in China wurden vom 19. September bis zum 7. Oktober 2023 zwei Wettbewerbe im Fußball ausgetragen. Am Turnier der Männern nahmen 21 Mannschaften teil, bei den Frauen waren es 16 Mannschaften. Ausgetragen wurden die Spiele nicht nur in Hangzhou, sondern auch in Jinhua und Wenzhou.
Wie seit dem Turnier 2002 in Busan waren bei den Männern nur U-23-Mannschaften zugelassen, die mit maximal drei älteren Athleten verstärkt werden durften. Diese Einschränkung gab es bei den Frauen nicht.
Das Turnier der Männer gewann Südkorea mit einem 2:1-Sieg im Finale gegen Japan. Im Spiel um Bronze setzte sich Usbekistan mit 4:0 gegen Hongkong durch. Torschützenkönig wurde der Südkoreaner Jeong Woo-yeong mit acht Treffern. Bei den Frauen gewann Japan das Finale gegen Nordkorea mit 4:1. Die Bronzemedaille sicherte sich China mit einem 7:0-Sieg gegen Usbekistan. Torschützenkönigin wurde die Nordkoreanerin Kim Kyong-yong mit zwölf Toren.

## Spielorte
Die Spiele wurden in acht verschiedenen Stadien in drei Städten in der chinesischen Provinz Zhejiang ausgetragen. Neben vier Stadien in Hangzhou, befanden sich die restlichen vier weiter südlich in Jinhua und Wenzhou. Das Spiel um Bronze der Männer fand im Shangcheng-Sportstadion statt, das Spiel um Bronze der Frauen und die beiden Endspiele im Hangzhou-Dragon-Stadion.
Vier der acht Stadien verfügten über eine Kapazität zwischen 11.000 und 30.000 Zuschauern. Die beiden größten Stadion sind das Hangzhou-Dragon-Stadion in Hangzhou und das Wenzhou-Olympiastadion in Wenzhou mit einer Kapazität von 50 bzw. 52.000 Zuschauern, die beiden kleinsten Stadien hingegen, das Linping-Sportstadion und das Xiaoshan-Sportstadion, boten nur Platz für knapp über 10.000 Zuschauer.
| Hangzhou                                  | Hangzhou                               | Hangzhou                                  | Hangzhou                                |
| ----------------------------------------- | -------------------------------------- | ----------------------------------------- | --------------------------------------- |
| Hangzhou-Dragon-Stadion Kapazität: 52.000 | Linping-Sportstadion Kapazität: 10.200 | Shangcheng-Sportstadion Kapazität: 13.500 | Xiaoshan-Sportstadion Kapazität: 10.100 |
| Hangzhou-Dragon-Stadion                   |                                        |                                           |                                         |
| Jinhua                                    | Jinhua                                 | Wenzhou                                   | Wenzhou                                 |
| Jinhua-Sportstadion Kapazität: 30.000     | Jinhua-Unistadion Kapazität: 11.400    | Wenzhou-Olympiastadion Kapazität: 50.000  | Wenzhou-Sportstadion Kapazität: 18.000  |
| Jinhua Sports Center Stadium              |                                        |                                           | Wenzhou Sports Center Stadium           |

## Männerturnier

### Teilnehmer
Die Gruppenauslosung fand am 27. Juli 2023 in Hangzhou statt. Die Mannschaften wurden entsprechend ihrer Platzierungen beim letzten Fußballturnier der Asienspiele im September 2018 auf vier Lostöpfe verteilt und in fünf Gruppen mit jeweils vier und einer Gruppe mit drei Mannschaften gelost. Gastgeber China war bereits als Gruppenkopf der Gruppe A gesetzt.
Mit insgesamt 21 Mannschaften wurde kein neuer Rekord aufgestellt. Von den Teilnehmern 2018 fehlten mit Laos, Malaysia, Nepal, Osttimor, Pakistan und den Vereinigten Arabischen Emiraten insgesamt sechs Teams. Nach einer Pause 2018 wieder dabei waren Indien und Kuwait. Erstmals mit einer U-23-Mannschaft vertreten war die Mongolei. Afghanistan und Syrien zogen sich nach der Auslosung zurück.
| Gruppe A    | Gruppe B      | Gruppe C       |
| ----------- | ------------- | -------------- |
| China       | Vietnam       | Usbekistan     |
| Bangladesch | Saudi-Arabien | Syrien 1       |
| Myanmar     | Iran          | Hongkong       |
| Indien      | Mongolei      | Afghanistan 1  |
| Gruppe D    | Gruppe E      | Gruppe F       |
| Japan       | Südkorea      | Nordkorea      |
| Palästina   | Bahrain       | Indonesien     |
| Katar       | Thailand      | Kirgisistan    |
|             | Kuwait        | Chinese Taipei |

Anmerkung

### Gruppenphase
Die Gruppensieger und -zweiten qualifizierten sich zusammen mit den vier besten Gruppendritten für das Achtelfinale, die restlichen Dritt- und Viertplatzierten schieden aus dem Wettbewerb aus. Bei Punktgleichheit zweier oder mehrerer Mannschaften wurde die Platzierung durch folgende Kriterien ermittelt:
1. Tordifferenz aus allen Gruppenspielen
2. Anzahl Tore in allen Gruppenspielen
3. Anzahl Punkte im direkten Vergleich
4. Tordifferenz im direkten Vergleich
5. Anzahl Tore im direkten Vergleich
6. Wenn es nur um zwei Mannschaften geht und diese beiden auf dem Platz stehen, kommt es zwischen diesen zu einem Elfmeterschießen.
7. Niedrigere Anzahl Punkte durch Gelbe und Rote Karten (Gelbe Karte 1 Punkt, Gelb-Rote 3 Punkte, Rote Karte 4 Punkte, Gelbe Karte auf die eine direkte Rote Karte folgt 5 Punkte)
8. Losziehung

#### Gruppe A
| Pl. | Land        | Sp. | S | U | N | Tore    | Diff. | Punkte |
| --- | ----------- | --- | - | - | - | ------- | ----- | ------ |
| 1.  | China       | 3   | 2 | 1 | 0 | 009:100 | +8    | 07     |
| 2.  | Indien      | 3   | 1 | 1 | 1 | 003:600 | −3    | 04     |
| 3.  | Myanmar     | 3   | 1 | 1 | 1 | 002:500 | −3    | 04     |
| 4.  | Bangladesch | 3   | 0 | 1 | 2 | 000:200 | −2    | 01     |

| 19. September 2023, 16:00 Uhr (10:00 Uhr MESZ) in Hangzhou (Xiaoshan) |   |             |           |
| Bangladesch                                                           | – | Myanmar     | 0:1 (0:0) |
| 19. September 2023, 19:30 Uhr (13:30 Uhr MESZ) in Hangzhou (Dragon)   |   |             |           |
| China                                                                 | – | Indien      | 5:1 (1:1) |
| 21. September 2023, 16:00 Uhr (10:00 Uhr MESZ) in Hangzhou (Xiaoshan) |   |             |           |
| Indien                                                                | – | Bangladesch | 1:0 (0:0) |
| 21. September 2023, 19:30 Uhr (13:30 Uhr MESZ) in Hangzhou (Dragon)   |   |             |           |
| Myanmar                                                               | – | China       | 0:4 (0:4) |
| 24. September 2023, 19:30 Uhr (13:30 Uhr MESZ) in Hangzhou (Dragon)   |   |             |           |
| China                                                                 | – | Bangladesch | 0:0       |
| 24. September 2023, 19:30 Uhr (13:30 Uhr MESZ) in Hangzhou (Xiaoshan) |   |             |           |
| Myanmar                                                               | – | Indien      | 1:1 (0:1) |

#### Gruppe B
| Pl. | Land          | Sp. | S | U | N | Tore    | Diff. | Punkte |
| --- | ------------- | --- | - | - | - | ------- | ----- | ------ |
| 1.  | Iran          | 3   | 2 | 1 | 0 | 007:000 | +7    | 07     |
| 2.  | Saudi-Arabien | 3   | 2 | 1 | 0 | 006:100 | +5    | 07     |
| 3.  | Vietnam       | 3   | 1 | 0 | 2 | 005:900 | −4    | 03     |
| 4.  | Mongolei      | 3   | 0 | 0 | 3 | 002:100 | −8    | 0      |

| 19. September 2023, 16:00 Uhr (10:00 Uhr MESZ) in Hangzhou (Linping)    |   |               |           |
| Vietnam                                                                 | – | Mongolei      | 4:2 (3:0) |
| 19. September 2023, 19:30 Uhr (13:30 Uhr MESZ) in Hangzhou (Linping)    |   |               |           |
| Saudi-Arabien                                                           | – | Iran          | 0:0       |
| 21. September 2023, 16:00 Uhr (10:00 Uhr MESZ) in Hangzhou (Linping)    |   |               |           |
| Mongolei                                                                | – | Saudi-Arabien | 0:3 (0:1) |
| 21. September 2023, 19:30 Uhr (13:30 Uhr MESZ) in Hangzhou (Linping)    |   |               |           |
| Iran                                                                    | – | Vietnam       | 4:0 (1:0) |
| 24. September 2023, 19:30 Uhr (13:30 Uhr MESZ) in Hangzhou (Linping)    |   |               |           |
| Vietnam                                                                 | – | Saudi-Arabien | 1:3 (0:1) |
| 24. September 2023, 19:30 Uhr (13:30 Uhr MESZ) in Hangzhou (Shangcheng) |   |               |           |
| Iran                                                                    | – | Mongolei      | 3:0 (2:0) |

#### Gruppe C
| Pl. | Land       | Sp. | S | U | N | Tore    | Diff. | Punkte |
| --- | ---------- | --- | - | - | - | ------- | ----- | ------ |
| 1.  | Usbekistan | 2   | 2 | 0 | 0 | 003:100 | +2    | 06     |
| 2.  | Hongkong   | 2   | 0 | 0 | 2 | 001:300 | −2    | 0      |

| 22. September 2023, 19:30 Uhr (13:30 Uhr MESZ) in Hangzhou (Shangcheng) |   |            |           |
| Hongkong                                                                | – | Usbekistan | 0:1 (0:0) |
| 25. September 2023, 16:00 Uhr (10:00 Uhr MESZ) in Hangzhou (Shangcheng) |   |            |           |
| Usbekistan                                                              | – | Hongkong   | 2:1 (0:1) |

#### Gruppe D
| Pl. | Land      | Sp. | S | U | N | Tore    | Diff. | Punkte |
| --- | --------- | --- | - | - | - | ------- | ----- | ------ |
| 1.  | Japan     | 2   | 2 | 0 | 0 | 004:100 | +3    | 06     |
| 2.  | Palästina | 2   | 0 | 1 | 1 | 000:100 | −1    | 01     |
| 3.  | Katar     | 2   | 0 | 1 | 1 | 001:300 | −2    | 01     |

| 20. September 2023, 19:30 Uhr (13:30 Uhr MESZ) in Hangzhou (Xiaoshan) |   |           |           |
| Japan                                                                 | – | Katar     | 3:1 (2:0) |
| 22. September 2023, 19:30 Uhr (13:30 Uhr MESZ) in Hangzhou (Xiaoshan) |   |           |           |
| Katar                                                                 | – | Palästina | 0:0       |
| 25. September 2023, 19:30 Uhr (13:30 Uhr MESZ) in Hangzhou (Xiaoshan) |   |           |           |
| Palästina                                                             | – | Japan     | 0:1 (0:1) |

#### Gruppe E
| Pl. | Land     | Sp. | S | U | N | Tore    | Diff. | Punkte |
| --- | -------- | --- | - | - | - | ------- | ----- | ------ |
| 1.  | Südkorea | 3   | 3 | 0 | 0 | 016:000 | +16   | 09     |
| 2.  | Bahrain  | 3   | 0 | 2 | 1 | 002:500 | −3    | 02     |
| 3.  | Thailand | 3   | 0 | 2 | 1 | 002:600 | −4    | 02     |
| 4.  | Kuwait   | 3   | 0 | 2 | 1 | 002:110 | −9    | 02     |

| 19. September 2023, 16:00 Uhr (10:00 Uhr MESZ) in Jinhua (Center)     |   |          |           |
| Bahrain                                                               | – | Thailand | 1:1 (1:0) |
| 19. September 2023, 19:30 Uhr (13:30 Uhr MESZ) in Jinhua (Center)     |   |          |           |
| Südkorea                                                              | – | Kuwait   | 9:0 (4:0) |
| 21. September 2023, 16:00 Uhr (10:00 Uhr MESZ) in Jinhua (Center)     |   |          |           |
| Kuwait                                                                | – | Bahrain  | 1:1 (0:0) |
| 21. September 2023, 19:30 Uhr (13:30 Uhr MESZ) in Jinhua (Center)     |   |          |           |
| Thailand                                                              | – | Südkorea | 0:4 (0:4) |
| 24. September 2023, 19:30 Uhr (13:30 Uhr MESZ) in Jinhua (Center)     |   |          |           |
| Südkorea                                                              | – | Bahrain  | 3:0 (0:0) |
| 24. September 2023, 19:30 Uhr (13:30 Uhr MESZ) in Jinhua (University) |   |          |           |
| Thailand                                                              | – | Kuwait   | 1:1 (1:0) |

#### Gruppe F
| Pl. | Land           | Sp. | S | U | N | Tore    | Diff. | Punkte |
| --- | -------------- | --- | - | - | - | ------- | ----- | ------ |
| 1.  | Nordkorea      | 3   | 3 | 0 | 0 | 004:000 | +4    | 09     |
| 2.  | Kirgisistan    | 3   | 1 | 0 | 2 | 004:400 | ±0    | 03     |
| 3.  | Indonesien     | 3   | 1 | 0 | 2 | 002:200 | ±0    | 03     |
| 4.  | Chinese Taipei | 3   | 1 | 0 | 2 | 002:600 | −4    | 03     |

| 19. September 2023, 16:00 Uhr (10:00 Uhr MESZ) in Jinhua (University) |   |                |           |
| Nordkorea                                                             | – | Chinese Taipei | 2:0 (2:0) |
| 19. September 2023, 19:30 Uhr (13:30 Uhr MESZ) in Jinhua (University) |   |                |           |
| Indonesien                                                            | – | Kirgisistan    | 2:0 (0:0) |
| 24. September 2023, 16:00 Uhr (10:00 Uhr MESZ) in Jinhua (University) |   |                |           |
| Chinese Taipei                                                        | – | Indonesien     | 1:0 (0:0) |
| 24. September 2023, 19:30 Uhr (13:30 Uhr MESZ) in Jinhua (University) |   |                |           |
| Kirgisistan                                                           | – | Nordkorea      | 0:1 (0:1) |
| 24. September 2023, 16:00 Uhr (10:00 Uhr MESZ) in Jinhua (Center)     |   |                |           |
| Kirgisistan                                                           | – | Chinese Taipei | 4:1 (1:1) |
| 24. September 2023, 16:00 Uhr (10:00 Uhr MESZ) in Jinhua (University) |   |                |           |
| Nordkorea                                                             | – | Indonesien     | 1:0 (1:0) |

#### Rangliste der Gruppendritten
Um alle Gruppendritten vergleichbar zu machen, wurden in den Gruppen A und B sowie E und F die Spiele des Gruppendritten gegen den Gruppenletzten nicht berücksichtigt.
Tabelle
| Pl. | Land       | Sp. | S | U | N | Tore    | Diff. | Punkte | Gruppe |
| --- | ---------- | --- | - | - | - | ------- | ----- | ------ | ------ |
| 1.  | Indonesien | 2   | 1 | 0 | 1 | 002:100 | +1    | 03     | F      |
| 2.  | Katar      | 2   | 0 | 1 | 1 | 001:300 | −2    | 01     | D      |
| 3.  | Thailand   | 2   | 0 | 1 | 1 | 001:500 | −4    | 01     | E      |
| 4.  | Myanmar    | 2   | 0 | 1 | 1 | 001:500 | −4    | 01     | A      |
| 5.  | Vietnam    | 2   | 0 | 0 | 2 | 001:700 | −6    | 0      | B      |

### Finalrunde

#### Achtelfinale
| 27. September 2023, 16:30 Uhr (10:30 Uhr MESZ) in Hangzhou (Shangcheng) |   |               |           |
| Iran                                                                    | – | Thailand      | 2:0 (1:0) |
| 27. September 2023, 16:30 Uhr (10:30 Uhr MESZ) in Jinhua (University)   |   |               |           |
| Nordkorea                                                               | – | Bahrain       | 2:0 (1:0) |
| 27. September 2023, 19:30 Uhr (13:30 Uhr MESZ) in Hangzhou (Dragon)     |   |               |           |
| China                                                                   | – | Katar         | 1:0 (1:0) |
| 27. September 2023, 19:30 Uhr (13:30 Uhr MESZ) in Hangzhou (Xiaoshan)   |   |               |           |
| Hongkong                                                                | – | Palästina     | 1:0 (0:0) |
| 27. September 2023, 19:30 Uhr (13:30 Uhr MESZ) in Jinhua (Center)       |   |               |           |
| Südkorea                                                                | – | Kirgisistan   | 5:1 (2:1) |
| 28. September 2023, 16:30 Uhr (10:30 Uhr MESZ) in Hangzhou (Shangcheng) |   |               |           |
| Usbekistan                                                              | – | Indonesien    | 2:0 n. V. |
| 28. September 2023, 19:30 Uhr (13:30 Uhr MESZ) in Hangzhou (Dragon)     |   |               |           |
| Indien                                                                  | – | Saudi-Arabien | 0:2 (0:0) |
| 28. September 2023, 19:30 Uhr (13:30 Uhr MESZ) in Hangzhou (Xiaoshan)   |   |               |           |
| Japan                                                                   | – | Myanmar       | 7:0 (5:0) |

#### Viertelfinale
| 1. Oktober 2023, 15:00 Uhr (9:00 Uhr MESZ) in Hangzhou (Dragon)      |   |               |           |
| Usbekistan                                                           | – | Saudi-Arabien | 2:1 (2:0) |
| 1. Oktober 2023, 19:30 Uhr (13:30 Uhr MESZ) in Hangzhou (Shangcheng) |   |               |           |
| Iran                                                                 | – | Hongkong      | 0:1 (0:0) |
| 1. Oktober 2023, 19:30 Uhr (13:30 Uhr MESZ) in Hangzhou (Xiaoshan)   |   |               |           |
| Japan                                                                | – | Nordkorea     | 2:1 (0:0) |
| 1. Oktober 2023, 20:00 Uhr (14:00 Uhr MESZ) in Hangzhou (Dragon)     |   |               |           |
| China                                                                | – | Südkorea      | 0:2 (0:2) |

#### Halbfinale
| 4. Oktober 2023, 18:00 Uhr (12:00 Uhr MESZ) in Hangzhou (Xiaoshan) |   |            |           |
| Hongkong                                                           | – | Japan      | 0:4 (0:1) |
| 4. Oktober 2023, 20:00 Uhr (14:00 Uhr MESZ) in Hangzhou (Dragon)   |   |            |           |
| Südkorea                                                           | – | Usbekistan | 2:1 (2:1) |

#### Spiel um Bronze
| 7. Oktober 2023, 16:00 Uhr (10:00 Uhr MESZ) in Hangzhou (Shangcheng) |   |          |           |
| Usbekistan                                                           | – | Hongkong | 4:0 (1:0) |

#### Finale
| Südkorea                                                                            | Südkorea | Japan | Japan |
| ----------------------------------------------------------------------------------- | --- | --- | ----- |
| Südkorea                                                                            | \| Finale \| \| 7. Oktober 2023 um 20:00 Uhr (14:00 Uhr MESZ) in Hangzhou (Hangzhou-Dragon-Stadion) \| \| Ergebnis: 2:1 (1:1) \| \| Zuschauer: 38.018 \| \| Schiedsrichter: Ammar Mahfoodh ( Bahrain) \| \| Spielbericht \|                                                                             | \| Finale \| \| 7. Oktober 2023 um 20:00 Uhr (14:00 Uhr MESZ) in Hangzhou (Hangzhou-Dragon-Stadion) \| \| Ergebnis: 2:1 (1:1) \| \| Zuschauer: 38.018 \| \| Schiedsrichter: Ammar Mahfoodh ( Bahrain) \| \| Spielbericht \|                                                             | Japan |
| Südkorea                                                                            | Lee Gwang-yeon – Hwang Jae-won, Park Jin-seop, Lee Han-beom, Park Kyu-hyun (90.+3' Seol Young-woo) – Paik Seung-ho , Jeong Ho-yeon, Lee Kang-in (73. An Jae-jun), Goh Young-jun (62. Song Min-kyu), Jeong Woo-yeong (62. Hong Hyun-seok) – Cho Young-wook (73. Um Won-sang) Cheftrainer: Hwang Sun-hong | Kazuki Fujita – Hayato Okuda (78. Yōta Komi), Seiya Baba , Taichi Yamasaki, Manato Yoshida (62. Hiroki Sekine) – Masato Shigemi (68. Teppei Yachida), Yūta Matsumura, Daiki Matsuoka – Jun Nishikawa (78. Shota Hino), Kotaro Uchino (62. Shun Ayukawa), Kein Satō Cheftrainer: Gō Ōiwa | Japan |
| Südkorea                                                                            | 1:1 Jeong W. (26.) 2:1 Cho (56.) | 0:1 Uchino (2.) | Japan |
| Südkorea                                                                            | Lee K. (32.), Song (90.+1') | Sato (90.+6') | Japan |
| Finale                                                                              | | |       |
| 7. Oktober 2023 um 20:00 Uhr (14:00 Uhr MESZ) in Hangzhou (Hangzhou-Dragon-Stadion) | | |       |
| Ergebnis: 2:1 (1:1)                                                                 | | |       |
| Zuschauer: 38.018                                                                   | | |       |
| Schiedsrichter: Ammar Mahfoodh ( Bahrain)                                           | | |       |
| Spielbericht                                                                        | | |       |

### Torschützenliste
Nachfolgend sind die besten Torschützen des Turniers aufgeführt. Bei gleicher Anzahl an Toren sind die Spieler alphabetisch sortiert.
| Rang | Nat                 | Spieler         | Tore |
| ---- | ------------------- | --------------- | ---- |
| 01   | Korea Sud           | Jeong Woo-yeong | 8    |
| 02   | Saudi-Arabien       | Mohammed Maran  | 5    |
| 03   | Korea Sud           | Cho Young-wook  | 4    |
|      | Japan               | Kotaro Uchino   | 4    |
| 05   | Korea Sud           | Paik Seung-ho   | 3    |
|      | China Volksrepublik | Tao Qianglong   | 3    |
|      | Korea Sud           | Hong Hyun-seok  | 3    |
|      | Japan               | Shota Hino      | 3    |
|      | Japan               | Shun Ayukawa    | 3    |

Zu diesen besten Torschützen mit mindestens drei Toren kommen 18 weitere mit je zwei Toren und 48 weitere mit je einem Tor. Dazu kommen noch drei Eigentore.

### Schiedsrichter
Beim Männerturnier kamen die folgenden 27 Schiedsrichter aus ebensovielen Ländern zum Einsatz.
- Alexander King
- Ammar Mahfoodh
- Virendha Rai
- Shen Yinhao
- Thoriq Alkatiri
- Yousif Saeed Hasan
- Hassan Akrami
- Yūdai Yamamoto
- Ahmad Ibrahim
- Mohammed al-Shammari
- Dajyrbek Abdyldajew
- Ammar Ashkanani
- Ali Reda
- Nazmi Nasaruddin
- Mohamed Javiz
- Qasim al-Hatmi
- Baraa Aisha
- Clifford Daypuyat
- Khalid al-Turais
- Chuan Hui Foo
- Kim Hee-gon
- Feras Taweel
- Sayyodjon Zayniddinov
- Mongkolchai Pechsri
- Rustam Lutfullin
- Adel al-Naqbi
- Ngô Duy Lân

## Frauenturnier

### Teilnehmer
Die Gruppenauslosung fand am 27. Juli 2023 in Hangzhou statt. Die Mannschaften wurden entsprechend ihrer Platzierungen beim letzten Fußballturnier der Asienspiele im September 2018 auf vier Lostöpfe verteilt und in zwei Gruppen mit jeweils vier und drei Gruppen mit je drei Mannschaften gelost. Gastgeber China war bereits als Gruppenkopf der Gruppe A gesetzt.
Mit insgesamt 16 Mannschaften wurde ein neuer Rekord aufgestellt. Von den Teilnehmern 2018 fehlten mit Indonesien, den Malediven und Tadschikistan drei Teams. Nach einer Pause 2018 wieder dabei war Indien. Erstmals mit einer Frauenmannschaft vertreten waren Bangladesch, die Mongolei, Myanmar, Nepal, die Philippinen, Singapur und Usbekistan. Kambodscha zog sich nach der Auslosung zurück.
| Gruppe 1    | Gruppe 2       | Gruppe 3     |
| ----------- | -------------- | ------------ |
| China       | Chinese Taipei | Nordkorea    |
| Usbekistan  | Thailand       | Singapur     |
| Mongolei    | Indien         | Kambodscha 1 |
| Gruppe 4    | Gruppe 5       |              |
| Japan 2     | Südkorea       |              |
| Vietnam     | Hongkong       |              |
| Nepal       | Philippinen    |              |
| Bangladesch | Myanmar        |              |

Anmerkungen:

### Gruppenphase
Die Gruppensieger qualifizierten sich zusammen mit den drei besten Gruppenzweiten für das Viertelfinale, die restlichen Zweit-, Dritt- und Viertplatzierten schieden aus dem Wettbewerb aus. Bei Punktgleichheit zweier oder mehrerer Mannschaften wurde die Platzierung durch folgende Kriterien ermittelt:
1. Tordifferenz aus allen Gruppenspielen
2. Anzahl Tore in allen Gruppenspielen
3. Anzahl Punkte im direkten Vergleich
4. Tordifferenz im direkten Vergleich
5. Anzahl Tore im direkten Vergleich
6. Wenn es nur um zwei Mannschaften geht und diese beiden auf dem Platz stehen, kommt es zwischen diesen zu einem Elfmeterschießen.
7. Niedrigere Anzahl Punkte durch Gelbe und Rote Karten (Gelbe Karte 1 Punkt, Gelb-Rote 3 Punkte, Rote Karte 4 Punkte, Gelbe Karte auf die eine direkte Rote Karte folgt 5 Punkte)
8. Losziehung

#### Gruppe 1
| Pl. | Land       | Sp. | S | U | N | Tore    | Diff. | Punkte |
| --- | ---------- | --- | - | - | - | ------- | ----- | ------ |
| 1.  | China      | 2   | 2 | 0 | 0 | 022:000 | +22   | 06     |
| 2.  | Usbekistan | 2   | 1 | 0 | 1 | 006:600 | ±0    | 03     |
| 3.  | Mongolei   | 2   | 0 | 0 | 2 | 000:220 | −22   | 0      |

| 22. September 2023, 19:30 Uhr (13:30 Uhr MESZ) in Hangzhou (Linping) |   |            |            |
| China                                                                | – | Mongolei   | 16:0 (8:0) |
| 25. September 2023, 19:30 Uhr (13:30 Uhr MESZ) in Hangzhou (Linping) |   |            |            |
| Mongolei                                                             | – | Usbekistan | 00:6 (0:2) |
| 28. September 2023, 19:30 Uhr (13:30 Uhr MESZ) in Hangzhou (Linping) |   |            |            |
| Usbekistan                                                           | – | China      | 00:6 (0:1) |

#### Gruppe 2
| Pl. | Land           | Sp. | S | U | N | Tore    | Diff. | Punkte |
| --- | -------------- | --- | - | - | - | ------- | ----- | ------ |
| 1.  | Chinese Taipei | 2   | 2 | 0 | 0 | 003:100 | +2    | 06     |
| 2.  | Thailand       | 2   | 1 | 0 | 1 | 001:100 | ±0    | 03     |
| 3.  | Indien         | 2   | 0 | 0 | 2 | 001:300 | −2    | 0      |

| 21. September 2023, 19:30 Uhr (13:30 Uhr MESZ) in Wenzhou (Olympic) |   |                |           |
| Chinese Taipei                                                      | – | Indien         | 2:1 (0:0) |
| 24. September 2023, 16:00 Uhr (10:00 Uhr MESZ) in Wenzhou (Olympic) |   |                |           |
| Indien                                                              | – | Thailand       | 0:1 (0:0) |
| 27. September 2023, 19:30 Uhr (13:30 Uhr MESZ) in Wenzhou (Olympic) |   |                |           |
| Thailand                                                            | – | Chinese Taipei | 0:1 (0:1) |

#### Gruppe 3
| Pl. | Land      | Sp. | S | U | N | Tore    | Diff. | Punkte |
| --- | --------- | --- | - | - | - | ------- | ----- | ------ |
| 1.  | Nordkorea | 2   | 2 | 0 | 0 | 017:000 | +17   | 06     |
| 2.  | Singapur  | 2   | 0 | 0 | 2 | 000:170 | −17   | 0      |

| 24. September 2023, 19:30 Uhr (13:30 Uhr MESZ) in Wenzhou (Center) |   |           |            |
| Nordkorea                                                          | – | Singapur  | 7:0 (2:0)  |
| 27. September 2023, 16:00 Uhr (10:00 Uhr MESZ) in Wenzhou (Center) |   |           |            |
| Singapur                                                           | – | Nordkorea | 0:10 (0:7) |

#### Gruppe 4
| Pl. | Land        | Sp. | S | U | N | Tore    | Diff. | Punkte |
| --- | ----------- | --- | - | - | - | ------- | ----- | ------ |
| 1.  | Japan       | 3   | 3 | 0 | 0 | 023:000 | +23   | 09     |
| 2.  | Vietnam     | 3   | 2 | 0 | 1 | 008:800 | ±0    | 06     |
| 3.  | Nepal       | 3   | 0 | 1 | 2 | 001:110 | −10   | 01     |
| 4.  | Bangladesch | 3   | 0 | 1 | 2 | 002:150 | −13   | 01     |

| 22. September 2023, 16:00 Uhr (10:00 Uhr MESZ) in Wenzhou (Olympic) |   |             |           |
| Vietnam                                                             | – | Nepal       | 2:0 (0:0) |
| 22. September 2023, 19:30 Uhr (13:30 Uhr MESZ) in Wenzhou (Olympic) |   |             |           |
| Japan                                                               | – | Bangladesch | 8:0 (4:0) |
| 25. September 2023, 16:00 Uhr (10:00 Uhr MESZ) in Wenzhou (Olympic) |   |             |           |
| Bangladesch                                                         | – | Vietnam     | 1:6 (0:2) |
| 25. September 2023, 19:30 Uhr (13:30 Uhr MESZ) in Wenzhou (Olympic) |   |             |           |
| Nepal                                                               | – | Japan       | 0:8 (0:5) |
| 28. September 2023, 16:00 Uhr (10:00 Uhr MESZ) in Wenzhou (Olympic) |   |             |           |
| Japan                                                               | – | Vietnam     | 7:0 (2:0) |
| 28. September 2023, 16:00 Uhr (10:00 Uhr MESZ) in Wenzhou (Center)  |   |             |           |
| Nepal                                                               | – | Bangladesch | 1:1 (0:1) |

#### Gruppe 5
| Pl. | Land        | Sp. | S | U | N | Tore    | Diff. | Punkte |
| --- | ----------- | --- | - | - | - | ------- | ----- | ------ |
| 1.  | Südkorea    | 3   | 3 | 0 | 0 | 013:100 | +12   | 09     |
| 2.  | Philippinen | 3   | 2 | 0 | 1 | 007:600 | +1    | 06     |
| 3.  | Myanmar     | 3   | 1 | 0 | 2 | 001:600 | −5    | 03     |
| 4.  | Hongkong    | 3   | 0 | 0 | 3 | 001:900 | −8    | 0      |

| 22. September 2023, 16:00 Uhr (10:00 Uhr MESZ) in Wenzhou (Center)  |   |             |           |
| Hongkong                                                            | – | Philippinen | 1:3 (1:1) |
| 22. September 2023, 19:30 Uhr (13:30 Uhr MESZ) in Wenzhou (Center)  |   |             |           |
| Südkorea                                                            | – | Myanmar     | 3:0 (1:0) |
| 25. September 2023, 16:00 Uhr (10:00 Uhr MESZ) in Wenzhou (Center)  |   |             |           |
| Myanmar                                                             | – | Hongkong    | 1:0 (0:0) |
| 25. September 2023, 19:30 Uhr (13:30 Uhr MESZ) in Wenzhou (Center)  |   |             |           |
| Philippinen                                                         | – | Südkorea    | 1:5 (1:2) |
| 28. September 2023, 19:30 Uhr (13:30 Uhr MESZ) in Wenzhou (Olympic) |   |             |           |
| Südkorea                                                            | – | Hongkong    | 5:0 (2:0) |
| 28. September 2023, 19:30 Uhr (13:30 Uhr MESZ) in Wenzhou (Center)  |   |             |           |
| Philippinen                                                         | – | Myanmar     | 3:0 (1:0) |

#### Rangliste der Gruppenzweiten
Um alle Gruppenzweiten vergleichbar zu machen, wurden in den Gruppen 4 und 5 die Spiele des Gruppenzweiten gegen den Gruppenletzten nicht berücksichtigt.
Tabelle
| Pl. | Land        | Sp. | S | U | N | Tore    | Diff. | Punkte | Gruppe |
| --- | ----------- | --- | - | - | - | ------- | ----- | ------ | ------ |
| 1.  | Usbekistan  | 2   | 1 | 0 | 1 | 006:600 | ±0    | 03     | 1      |
| 2.  | Thailand    | 2   | 1 | 0 | 1 | 001:100 | ±0    | 03     | 2      |
| 3.  | Philippinen | 2   | 1 | 0 | 1 | 004:500 | −1    | 03     | 5      |
| 4.  | Vietnam     | 2   | 1 | 0 | 1 | 002:700 | −5    | 03     | 4      |

### Finalrunde

#### Viertelfinale
| 30. September 2023, 15:00 Uhr (9:00 Uhr MESZ) in Hangzhou (Linping)  |   |             |                      |
| Chinese Taipei                                                       | – | Usbekistan  | 1:2 n. V. (1:1, 0:0) |
| 30. September 2023, 16:30 Uhr (10:30 Uhr MESZ) in Wenzhou (Center)   |   |             |                      |
| Südkorea                                                             | – | Nordkorea   | 1:4 (1:1)            |
| 30. September 2023, 19:30 Uhr (13:30 Uhr MESZ) in Wenzhou (Olympic)  |   |             |                      |
| Japan                                                                | – | Philippinen | 8:1 (1:0)            |
| 30. September 2023, 20:00 Uhr (14:00 Uhr MESZ) in Hangzhou (Linping) |   |             |                      |
| China                                                                | – | Thailand    | 4:0 (2:0)            |

#### Halbfinale
| 3. Oktober 2023, 18:00 Uhr (12:00 Uhr MESZ) in Hangzhou (Shangcheng) |   |           |           |
| Usbekistan                                                           | – | Nordkorea | 0:8 (0:3) |
| 3. Oktober 2023, 20:00 Uhr (14:00 Uhr MESZ) in Hangzhou (Linping)    |   |           |           |
| China                                                                | – | Japan     | 3:4 (1:4) |

#### Spiel um Bronze
| 6. Oktober 2023, 15:00 Uhr (9:00 Uhr MESZ) in Hangzhou (Dragon) |   |            |           |
| China                                                           | – | Usbekistan | 7:0 (3:0) |

#### Finale
| Japan                                                                               | Japan | Nordkorea | Nordkorea |
| ----------------------------------------------------------------------------------- | --- | --- | --------- |
| Japan                                                                               | \| Finale \| \| 6. Oktober 2023 um 20:00 Uhr (14:00 Uhr MESZ) in Hangzhou (Hangzhou-Dragon-Stadion) \| \| Ergebnis: 4:1 (1:1) \| \| Zuschauer: 37.166 \| \| Schiedsrichterin: Weronika Bernazkaja ( Kirgisistan) \| \| Spielbericht \|                                                           | \| Finale \| \| 6. Oktober 2023 um 20:00 Uhr (14:00 Uhr MESZ) in Hangzhou (Hangzhou-Dragon-Stadion) \| \| Ergebnis: 4:1 (1:1) \| \| Zuschauer: 37.166 \| \| Schiedsrichterin: Weronika Bernazkaja ( Kirgisistan) \| \| Spielbericht \|                                  | Nordkorea |
| Japan                                                                               | Natsumi Asano – Shinomi Koyama, Yuzuki Yamamoto (46. Mami Ueno), Yuzuho Shiokoshi (46. Haruka Ōsawa), Wakaba Gotō – Yoshino Nakashima (80. Haruna Tabata, 89. Maya Hijikata), Reina Wakisaka, Momoko Tanikawa, Tōko Koga – Suzu Amano (64. Rio Sasaki), Remina Chiba Cheftrainer: Michihisa Kanō | Kim Un-hui (76. Yu Son-gum) – Ri Myong-gum, Ri Hak, An Myong-song (18. Sung Hyang-sim, 85. Kim Hye-yong), Ri Kum-hyang – Choe Kum-ok, Myong Yu-jong (76. Ri Su-jong), Hong Song-ok (76. Kim Chung-mi), Ri Hye-gyong – Kim Kyong-yong, Wi Jong-sim Cheftrainer: Ri Yu-il | Nordkorea |
| Japan                                                                               | 1:0 Nakashima (10.) 2:1 Osawa (66.) 3:1 Tanikawa (69.) 4:1 Chiba (72.) | Kim K. (38.) | Nordkorea |
| Japan                                                                               | Ri K. (82.) | | Nordkorea |
| Finale                                                                              | | |           |
| 6. Oktober 2023 um 20:00 Uhr (14:00 Uhr MESZ) in Hangzhou (Hangzhou-Dragon-Stadion) | | |           |
| Ergebnis: 4:1 (1:1)                                                                 | | |           |
| Zuschauer: 37.166                                                                   | | |           |
| Schiedsrichterin: Weronika Bernazkaja ( Kirgisistan)                                | | |           |
| Spielbericht                                                                        | | |           |

### Torschützinnenliste
Nachfolgend sind die besten Torschützinnen des Turniers aufgeführt. Bei gleicher Anzahl an Toren sind die Spielerinnen alphabetisch sortiert.
| Rang | Nat                 | Spielerin        | Tore |
| ---- | ------------------- | ---------------- | ---- |
| 01   | Korea Nord          | Kim Kyong-yong   | 12   |
| 02   | Japan               | Remina Chiba     | 07   |
|      | Japan               | Haruka Ōsawa     | 07   |
|      | China Volksrepublik | Wang Shuang      | 07   |
| 05   | China Volksrepublik | Wang Shanshan    | 06   |
| 06   | Japan               | Mami Ueno        | 05   |
|      | Japan               | Momoko Tanikawa  | 05   |
| 08   | Korea Nord          | An Myong-song    | 04   |
|      | Philippinen         | Sarina Bolden    | 04   |
|      | Korea Nord          | Ri Hak           | 04   |
|      | Japan               | Yuzuho Shiokoshi | 04   |
|      | China Volksrepublik | Yan Jinjin       | 04   |

Zu diesen besten Torschützen mit mindestens vier Toren kommen 7 weitere mit je drei Toren, 13 weitere mit je zwei Toren und 35 weitere mit je einem Tor. Dazu kommt noch drei Eigentore.

### Schiedsrichterinnen
Beim Frauenturnier kamen die folgenden 16 Schiedsrichterinnen aus 14 Ländern zum Einsatz.
- Lara Lee
- Casey Reibelt
- Dong Fangyu
- Yu Hong
- Law Bik Chi
- Ranjita Devi Tekcham
- Mahnaz Zokaee
- Asaka Koizumi
- Haneen Murad
- Plong Pichakara
- Weronika Bernazkaja
- Doumouh al-Bakkar
- Aye Thein Thein
- Kim Yu-jeong
- Pansa Chaisanit
- Lê Thị Ly